# Яне Вабарна
Яне Вабарна (на въруски: Jane Vabarna) е естонска културна деятелка, популяризираща културата на малочислената етническа група сету. Изпълнителка на местната народна музика. Членува в клуба по ориентиране „Пеко“.

## Биография
Родена е на 23 юни 1980 г. в Естонска ССР, СССР. Учи в гимназията в село Вярска, област Въру. През 2003 г. завършва специалност „Домоводство“ във факултета по агрономство на Естонския университет за природни науки. Усъвършенства се като учител по занаяти, а няколко години по-късно – по текстил, в училището по градинарство в Ряпина. Придобива знания и умения в областта на ръкоделието в курсовете на Обществото на занаятите „Сету“ и става една от неговите майсторки преподаватели.
Тя работи като художествен ръководител на културния център „Сетумаа“ и пее в хора Verska Naase. Участва в организирането на различни културни събития на сету и е ръководител на дантеления клуб „Сету“.
През 2008 г. участва в естонския игрален филм „Таарка“, посветен на пеещата майка от сету Хилана Таарка, а през 2011 г. в документалния филм „Песни на древното море“ на швейцарския режисьор Улрике Кох.
През 2009 г. въз основа на записа на традиционната сватба на сету на Яне Вабарна и фолклорния музикант Кристиян Прикс фолклористът Аадо Линтроп и старшият изследовател в Естонския музей на литературата „Яника Орас“ създават документалния филм Seto saaja' 2009. Яне Вабарна инициира заснемането на този филм и е един от авторите на неговия сценарий.
На 1 август 2015 г., в „Деня на кралството Сету“, проведен в село Обинитса, вицекрал на краля на Сету. В своето интервю след това тя заявява, че нейната мисия е да запази културата на сету, и обещава да продължи да развива детското училище на сету, основано от учителката на Тартуския университет – Анела Ланеотс, както в Сетомаа, така и в цяла Естония.